# Aufrechte Studentenblume
Die Aufrechte Studentenblume (Tagetes erecta) ist eine Pflanzenart aus der Familie der Korbblütler (Asteraceae).

## Merkmale
Die Aufrechte Studentenblume ist eine einjährige Pflanze, die Wuchshöhen von 45 bis 75 (selten 35 bis 100) Zentimetern erreicht. Der Stängel ist kantig und grün. Die Blattabschnitte sind lanzettlich. Die Hülle ist 9- bis 13-zähnig und 18 bis 22 Millimeter lang. Die Köpfe haben einen Durchmesser von 5 bis 9 (selten bis 12) Zentimeter. Es sind mehr als 100 Scheibenblüten vorhanden. Die Strahlenblüten sind meist einfarbig orange oder gelb gefärbt.
Die Blütezeit reicht von Mai bis November.
Die Chromosomenzahl beträgt 2n = 24.

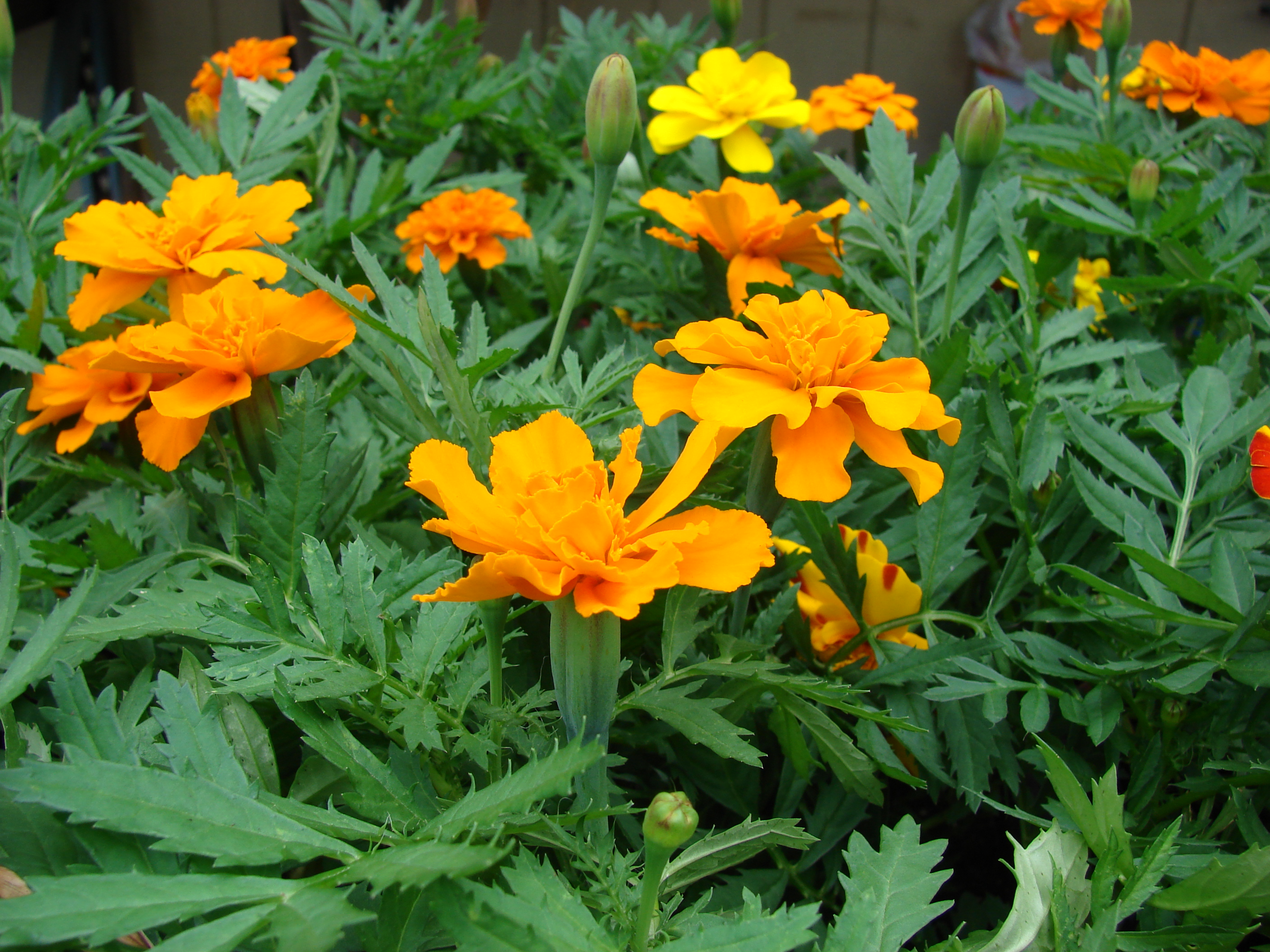
Aufrechte Studentenblume (Tagetes erecta)

## Vorkommen
Die Aufrechte Studentenblume kommt in Mexiko, in Guatemala und in Peru in der Region Ucayali vor. Es sind keine sicheren Wildvorkommen bekannt. Die Art ist ein Neophyt in Großbritannien, Slowenien, Rumänien, Afrika, Madagaskar, Indien, Sri Lanka, in den Vereinigten Staaten, in Panama, im nördlichen Südamerika, in Kuba, Puerto Rico, Neuseeland und auf der südpazifischen Insel Niue.

## Giftigkeit
Tagetes erecta-Hybriden sind wie Tagetes patula-Hybriden und andere Tagetes-Arten in allen Pflanzenteilen phototoxisch. Die Hauptursache hierfür sind Thiophenverbindungen wie z. B. das alpha-Terthienyl. Diese Stoffe bewirken auch, dass Tagetes-Arten aerogene Kontaktdermatitis auslösen können.

## Nutzung
Die Aufrechte Studentenblume wird verbreitet als Zierpflanze für Sommerrabatten, Balkonkästen und als Schnittblume genutzt. Im Orient findet sie auch als Gewürz-, Parfüm- und Heilpflanze Verwendung. Ferner werden die Blüten zur Färbung von Geflügelfutter verwendet. Das gefärbte Futter bewirkt gleichzeitig auch die Gelbfärbung des Eigelb und Geflügelfleisches. Sie ist seit spätestens 1561 in Kultur. Es sind über 50 Sorten bekannt.

## Belege
- Eckehart J. Jäger, Friedrich Ebel, Peter Hanelt, Gerd K. Müller (Hrsg.): Exkursionsflora von Deutschland. Begründet von Werner Rothmaler. Band 5: Krautige Zier- und Nutzpflanzen. Springer, Spektrum Akademischer Verlag, Berlin/Heidelberg 2008, ISBN 978-3-8274-0918-8, S. 603.